# Холодный (Магаданская область)
Холодный — посёлок городского типа в Сусуманском районе Магаданской области России. Находится в 13 км от города Сусумана, на Федеральной автомобильной дороге Р504 «Колыма́».
Статус посёлка городского типа — с 1962 года.

## История
Посёлок получил имя по ручью Холодный, где были выявлены знаки золота. Вначале ручей — правый приток реки Берелёх — был безымянный и название ему дала проводившая там в 1936 году работы с промывальщиком И. Устелемовым геолог З. А. Арабей: в долине ручья дул холодный ветер и брать пробы было трудно, поскольку ледяная вода обжигала руки.
В 1941 году организовали горно-добывающий комплекс: посёлок и прииск, который вошёл в состав Чай-Урьинского горнопромышленного управления (ГПУ) Западного ГПУ. Рабочую силу обеспечивали размещённые рядом лагерные подразделения Чай-Урьинского лагеря («Чай-Урьялаг»), Западного лагеря («Заплаг»), численностью более 10 тыс. человек. Прииск назвали именем военачальника Красной армии М. В. Фрунзе; позже перед зданием Дома культуры в пос. Холодный ему поставили памятник.
С колымскими горно-добывающими предприятиями, и в том числе прииском им. Фрунзе, связана история дражного флота России: директор прииска Л. В. Шувалов был начальником одной из первых драг, а именем первого драгёра Фёдора Халезина названа одна из улиц в пос. Холодном. Благодаря первой драге с номером 170 прииска им. Фрунзе 15 августа 1949 года добыто первое дражное золото в Магаданской области.
В соответствии с решением № 316 Исполкома Магаданского облсовета депутатов трудящихся от 10.08.1962, г. Магадан, пос. Холодный Сусуманского района повышен в статусе за счёт отнесения его к категории рабочих посёлков, а поселения Центральный, Челбанья, Светлый и Желанный выделены из административного подчинения Сусуманского поселкового Совета и приписаны к создаваемому Холодненскому поселковому Совету, так, чтобы провести выборы в поселковый Совет депутатов трудящихся в границах нескольких населённых пунктов: пос. Холодного как центра Совета и перечисленных поселений, установив штат Холодненского Совета в составе председателя, секретаря и счетовода-делопроизводителя.
В 1994 году на базе дражного карьера прииска им. Фрунзе Сусуманского ГОКа образовали ООО «Дражник» АО «Сусуманзолото», которое продолжает работать и в 21 веке: так, в 2023 году оно добыло 1557 кг золота.
21.12.1994 Магаданская областная дума приняла Решение № 57 «Об изменениях в административно-территориальном делении Магаданской области» по которому ряд посёлков Сусуманского и Тенькинского районов исключены из учётных данных административно-территориального деления области как ликвидированные населённые пункты; для администрации пос. Холодный таковыми названы пос. Центральный, Челбанья, Октябрьский, Горняцкий.
К 2023 году уже и Холодный пришёл в упадок: не только жилищный фонд посёлка, но и он сам в целом признаны аварийными, а проживающие там люди подлежащими переселению в другие места, в качестве которых установлены Сусуман и Магадан.

## Население
| 1970  | 1979  | 1989  | 1991  | 1992  | 1993  | 1994  |
| ----- | ----- | ----- | ----- | ----- | ----- | ----- |
| 1181  | ↗1411 | ↗1826 | ↗2086 | ↘1960 | ↘1765 | ↘1707 |
| 1995  | 1996  | 1997  | 1998  | 1999  | 2000  | 2001  |
| ↘1432 | ↘1365 | ↘1336 | ↘1199 | ↗1208 | ↘1174 | ↘1170 |
| 2002  | 2004  | 2005  | 2006  | 2007  | 2008  | 2009  |
| ↗1344 | ↗1359 | ↘1355 | ↘1314 | ↘1295 | ↘1264 | ↘1221 |
| 2010  | 2011  | 2012  | 2013  | 2014  | 2015  | 2016  |
| ↘1062 | ↘1055 | ↘1000 | ↘934  | ↘884  | ↘874  | ↘844  |
| 2017  | 2018  | 2019  | 2020  | 2021  | 2023  | 2024  |
| →844  | ↘837  | ↘822  | ↘785  | ↘651  | ↘636  | ↘608  |